# プロジェクト計画
プロジェクト計画（プロジェクトけいかく、英: project planning）はプロジェクト管理の一部であり、ガントチャートなどのスケジュールを使用して、プロジェクトを成功に導くように計画し、進捗を報告すること。プロジェクト計画は、プロジェクト管理ソフトウェアを使うと効率的に行うことができる。

## 説明
最初に、プロジェクトスコープが定義され、プロジェクトを完了するための適切な方法が決定される。これに続いて、さまざまな作業の完了に必要な期間を一覧にして、作業分解図（WBS）に入れていく。プロジェクト計画では、プロジェクト計画書、作業負荷、チームや個人の管理など、プロジェクトのさまざまな領域を整理する。作業間の論理的な依存関係は、クリティカルパスの識別を可能にするアクティビティネットワーク図を使用して定義する。プロジェクト計画は、プロジェクトを実際に開始する前に行う必要があるため確実なものではない。したがって、作業期間は、多くの場合、楽観的な場合、通常な場合、悲観的な場合の加重平均などで推定する。クリティカルチェーン方式では、計画に「バッファー」を追加して、プロジェクト実行の潜在的な遅延を予測する。スケジュールのフロートまたはスラック時間は、プロジェクト管理ソフトウェアを使用して計算できる。 次に、必要なリソースを見積もり、各活動のコストを各リソースに割り当て、プロジェクトの総コストを算出する。この段階で、プロジェクトのスケジュールを最適化して、リソースの使用と期間の適切なバランスを実現し、プロジェクトの目的に準拠させる。プロジェクト日程は、合意後は基準日程となる。進捗状況は、プロジェクトの全期間を通じて基準日程に対して測定される。基準日程と比較した進捗状況の分析は、アーンド・バリュー・マネジメントと呼ばれる。
プロジェクト計画の次の段階では、プロジェクト憲章とコンセプト提案を元に、プロジェクト要件、プロジェクト日程、およびプロジェクト管理計画を作成する。